# (2253) Espinette
(2253) Espinette (1932 PB) – planetoida z grupy przecinających orbitę Marsa okrążająca Słońce w ciągu 3,45 lat w średniej odległości 2,28 au. Odkryta 30 lipca 1932 roku.